# Giáo hoàng đối lập Celestine II
Celestine II (tên khai sinh là Teobaldo Boccapecci hoặc Boccapeconai, Latin: Thebaldus Buccapecuc) là một giáo hoàng đối lập trong thời gian một ngày, ngày 16 tháng 12 năm 1124. Ông được coi như là hợp pháp, nhưng dù sao vẫn là người chống lại giáo hoàng Honorius II .
Ông đã được giáo hoàng Paschal II phong lên hàng hồng y phó tế. Và được chọn làm Giáo hoàng trong một cuộc bầu cử rối ren và hỗn loạn, trong đó ông được Theobald và hồng y Saxo hỗ trợ dưới sự hậu thuẫn của gia đình Pierleoni. Trong lúc cuộc bầu cử Celestine đang diễn ra, Robert Frangipani đưa quân đội của ông ta bao vây và đột nhập vào nhà thờ rồi công bố Hồng y Lamberto là Scannabecchi (một người có học vấn cao) trở thành Giáo hoàng. Sau khi Celestine từ chức, Scannabecchi đã trở thành Giáo hoàng với tước hiệu Honorius II.

## Liên kiết ngoài
- http://www.class.uh.edu/phil/faculty/brown/leibniz/britannica_pages/antipope_celestine_ii/AntipopeCelestine-II.html Lưu trữ ngày 4 tháng 3 năm 2016 tại Wayback Machine
- http://www.stsmarthaandmary.org/popes/Celestine%20II.htm